# Sheila Dowling
Pour les articles homonymes, voir Dowling.
Sheila ou Sighle Dowling (vers 1896 - 26 juin 1957) est une républicaine irlandaise, une socialiste, une syndicaliste, une féministe et une membre de Cumann na mBan.

## Début de carrière
Sheila Dowling est née Sheila Bowen vers 1896. Elle travaille comme sténographe dans les tribunaux du Dáil dans le nord de la ville de Dublin pendant la guerre d'indépendance, travaillant pour l'avocat républicain Michael Noyk. Lors d'un raid sur un dépôt de l'IRA à Blackhall Place, Dowling est arrêtée et emmenée au château de Dublin. Elle réussit à détruire les papiers importants en les mangeant. Elle est opposée au traité anglo-irlandais et est arrêtée en quittant Dublin alors qu'elle se rend à Glasgow pour le Sinn Féin pendant la guerre civile. Dowling fait partie du groupe de 81 prisonnières républicaines de la prison de Kilmainham qui résistent à leur transfert vers la North Dublin Union car elles ne veulent pas être séparées de deux de leurs collègues en grève de la faim. Le groupe est déplacé de force violence par des gardiens de prison masculins en mai 1923. Elle fait partie de l'exécutif de Cumann na mBan à la fin des années 1920. Dowling est active dans le mouvement syndical, travaillant comme secrétaire personnelle du secrétaire général de l'Union irlandaise des transports et des travailleurs, William X. O'Brien, en tant qu'organisatrice de l'Irish Women Workers 'Union (IWWU), représentant l'Union au Conseil des métiers de Dublin et représentant le Congrès des syndicats irlandais lors des conférences internationales du travail à Prague et à Genève.
Vers 1930, elle épouse Frank Dowling. Il travaille ensuite comme directeur du cinéma le Dublin's Metropole. Ils ont une fille.

## Carrière après l'indépendance irlandaise
Au sein de l'IWWU, Dowling est proche de la militante socialiste et pro-républicaine Helena Molony, ce qui l'a mise en conflit avec Louie Bennett et Helen Chenevix, plus modérées. Les tensions entre les deux groupes au début des années 1930 sont centrées sur les sympathies et les associations pro-soviétiques de Dowling et Molony avec les communistes irlandais. Elle est une membre active de la section irlandaise des Amis de la Russie soviétique, visitant l'URSS à l'été 1930 avec une délégation avec Hanna Sheehy-Skeffington et Charlotte Despard. Impressionnée par la promesse apparente de l'égalité des sexes en URSS, Dowling donne des conférences sur la vie là-bas, générant plus de controverse,.
En septembre 1931, Dowling est l'une des quatre femmes de l'exécutif fondateur de Saor Éire. Lorsque le groupe est interdit par le gouvernement de l'État libre, Dowling se retire de l'exécutif. Après la réinterprétation juridique des règles syndicales concernant les membres percevant des prestations de mariage, Dowling est contrainte de démissionner de son poste de président et de fiduciaire de l'IWWU en mars 1932. Cela met en évidence la contradiction entre le soutien de l'IWWU à l'égalité des sexes et sa réticence à faciliter l'entrée des femmes mariées sur le marché du travail. Il est spéculé que Bennett a exploité la question pour forcer Dowling à partir. Elle continue à travailler avec d'autres groupes, tels que le British Boycott Committee, et s'oppose à la ratification de la constitution irlandaise de 1937 au motif de son incidence sur les femmes et de leur rôle dans la société. Elle fait campagne avec le Parti travailliste à Dublin lorsqu'il s'oppose à la loi de 1939 sur les infractions contre l'État.
Dowling vit au 8 Belgrave Road dans le faubourg de Rathmines à Dublin depuis le début des années 40. Elle meurt d'un cancer du sein à l'hôpital de Hume Street le 26 juin 1957 et est enterrée au cimetière de Glasnevin. Le sénateur Frank Purcell se souvient de Dowling comme de « la petite femme la plus gentille et la plus sincère que j'aie jamais rencontrée … un grand personnage ».